# مؤسسه هنر سئول
مؤسسه هنر سئول (انگلیسی: Seoul Institute of the Arts) یک مؤسسه آموزشی برجسته متخصص در فعالیت‌های هنری واقع شده در آنسان، استان گیونگ‌گی، کره جنوبی است.

## فارغ‌التحصیلان برجسته
- آن جه-ووک
- چا ته-هیون
- چوی مین-سو
- گو بو-گیول
- جون می-سون
- کانگ اون-تاک
- پارک سو-جون
- سول این-آه